# Seznam olympijských medailistek ve vodním slalomu
Toto je seznam olympijských medailistek v vodním slalomu na letních olympijských hrách.

## C1 slalom
| Rok      | Zlato                            | Stříbro                                    | Bronz                                           |
| LOH 2020 | Jessica Foxová · Austrálie (AUS) | Mallory Franklinová · Velká Británie (GBR) | Andrea Herzogová · Německo (GER)                |
| LOH 2024 | Jessica Foxová · Austrálie (AUS) | Elena Liliková · Německo (GER)             | Evy Leibfarthová · Spojené státy americké (USA) |

## K1 slalom
| Rok       | Zlato                                                      | Stříbro                                           | Bronz                                           |
| LOH 1972  | Angelika Bahmannová · Německá demokratická republika (GDR) | Gisela Grothausová · Západní Německo (FRG)        | Magdalena Wunderlichová · Západní Německo (FRG) |
| 1976–1988 | nebyl na programu LOH                                      | nebyl na programu LOH                             | nebyl na programu LOH                           |
| LOH 1992  | Elisabeth Michelerová · Německo (GER)                      | Danielle Woodwardová · Austrálie (AUS)            | Dana Chladeková · Spojené státy americké (USA)  |
| LOH 1996  | Štěpánka Hilgertová · Česko (CZE)                          | Dana Chladeková · Spojené státy americké (USA)    | Myriam Foxová-Jérusalmiová · Francie (FRA)      |
| LOH 2000  | Štěpánka Hilgertová · Česko (CZE)                          | Brigitte Guibalová · Francie (FRA)                | Anne-Lise Bardetová · Francie (FRA)             |
| LOH 2004  | Elena Kaliská · Slovensko (SVK)                            | Rebecca Giddensová · Spojené státy americké (USA) | Helen Reevesová · Velká Británie (GBR)          |
| LOH 2008  | Elena Kaliská · Slovensko (SVK)                            | Jacqueline Lawrencová · Austrálie (AUS)           | Violetta Oblingerová-Petersová · Rakousko (AUT) |
| LOH 2012  | Émilie Ferová · Francie (FRA)                              | Jessica Foxová · Austrálie (AUS)                  | Maialen Chourrautová · Španělsko (ESP)          |
| LOH 2016  | Maialen Chourrautová · Španělsko (ESP)                     | Luuka Jonesová · Nový Zéland (NZL)                | Jessica Foxová · Austrálie (AUS)                |
| LOH 2020  | Ricarda Funková · Německo (GER)                            | Maialen Chourrautová · Španělsko (ESP)            | Jessica Foxová · Austrálie (AUS)                |
| LOH 2024  | Jessica Foxová · Austrálie (AUS)                           | Klaudia Zwolińská · Polsko (POL)                  | Kimberley Woodsová · Velká Británie (GBR)       |